# Хаджер
Хаджер (хорв. Hađer) — населений пункт у Хорватії, в Сисацько-Мославинській жупанії у складі міста Глина.

## Населення
Населення за даними перепису 2011 року становило 50 осіб.
Динаміка чисельності населення поселення:

## Клімат
Середня річна температура становить 10,72 °C, середня максимальна – 25,25 °C, а середня мінімальна – -6,17 °C. Середня річна кількість опадів – 995 мм.
| Клімат поселення                              | Клімат поселення | Клімат поселення | Клімат поселення | Клімат поселення | Клімат поселення | Клімат поселення | Клімат поселення | Клімат поселення | Клімат поселення | Клімат поселення | Клімат поселення | Клімат поселення | Клімат поселення |
| Показник                                      | Січ.             | Лют.             | Бер.             | Квіт.            | Трав.            | Черв.            | Лип.             | Серп.            | Вер.             | Жовт.            | Лист.            | Груд.            |                  |
| Середній максимум, °C                         | 6,93             | 8,82             | 13,28            | 17,58            | 22,08            | 25,25            | 24,35            | 23,64            | 20,06            | 15,22            | 9,32             | 5,45             |                  |
| Середня температура, °C                       | 0,38             | 2,26             | 6,73             | 11,03            | 15,54            | 18,68            | 20,36            | 19,65            | 16,07            | 11,21            | 5,32             | 1,45             |                  |
| Середній мінімум, °C                          | −6,17            | −4,3             | 0,18             | 4,46             | 8,98             | 12,13            | 16,36            | 15,65            | 12,08            | 7,22             | 1,33             | −2,55            |                  |
| Норма опадів, мм                              | 61               | 59               | 69               | 81               | 85               | 95               | 88               | 91               | 93               | 96               | 100              | 77               |                  |
| Середньомісячна швидкість вітру, м/с          | 1.70             | 1.86             | 2.28             | 2.16             | 2.00             | 1.80             | 1.79             | 1.60             | 1.60             | 1.70             | 1.74             | 1.75             |                  |
| Середньомісячна сонячна радіація, кДж/м²·день | 4259             | 7021             | 10616            | 15095            | 19342            | 21340            | 22504            | 19595            | 14335            | 8904             | 4728             | 3455             |                  |
| --------------------------------------------- | ---------------- | ---------------- | ---------------- | ---------------- | ---------------- | ---------------- | ---------------- | ---------------- | ---------------- | ---------------- | ---------------- | ---------------- | ---------------- |
| Джерело:                                      |                  |                  |                  |                  |                  |                  |                  |                  |                  |                  |                  |                  |                  |